# Нижний Малый Сернур
Нижний Малый Сернур (мар. Пӱнчерйымал) — деревня в Сернурском районе Республики Марий Эл. Входит в состав Сердежского сельского поселения.

## География
Находится в северо-восточной части республики Марий Эл на расстоянии приблизительно 5 км на северо-восток от районного центра посёлка Сернур.

## История
Известна с 1836 года как починок Нижний Сернур, где находилось 8 дворов, проживали 49 человек. В 1884—1885 годах в 29 дворах проживали 170 человек, все мари. В 1930 году в 50 хозяйствах проживал 231 человек. В 1940 году 42 двора, проживали 154 человека. В 2005 году насчитывалось 27 домов: 7 кирпичных и 20 деревянных. В советское время работали колхозы «Йошкар шудыр» («Красная звезда»), «Пеледыш», «Знамя».

## Население
Население составляло 64 человека (мари 81 %) в 2002 году, 70 в 2010.